# Krzysztof Dłutowski
Krzysztof Dłutowski – polski klawiszowiec big beatowy i rockowy.

## Kariera muzyczna
Urodził się i wychował w Warszawie. Debiutował w pierwszej połowie lat 60., jako muzyk grający jazz tradycyjny w zespole Andrzeja Bigolasa z Otwocka. Następnie współpracował z amatorskim zespołem big beatowym Impulsy do którego zaprosił go basista Marek Brodowski. Początek jego profesjonalnej działalności to współpraca z zespołem ludowym z warszawskiej Pragi, z którym wystąpił w musicalu pt. Niedopasowani, czyli Goliath i wieloryb (libretto: Krzysztof Dzikowski, Wojciech Młynarski – muzyka: Marek Sart) z Ewą Wiśniewską w roli głównej. W drugiej połowie lat 60. zasilał składy czołowych zespołów beatowych i rockowych, a były to: Dzikusy (1965–1966), Blackout (1966–1968), Breakout (1968), Pięciu (1968–1971) i Klan (1971).
W październiku 1971 roku razem z ostatnim wokalistą grupy Pięciu, Romualdem Czystawem i kolegami, których poznał m.in. w Szkole Muzycznej im. Fryderyka Chopina przy ul. Bednarskiej – założył grupę rockową System, którą współtworzyli także: Winicjusz Chróst (gitara), Wojciech Bruślik (gitara basowa), Wojciech Morawski (perkusja) oraz gościnnie Ryszard Kula (flet). Zespół związany z warszawskimi klubami Stodoła i Medyk w 1972 roku był nagradzany na FMMW w Kaliszu (I nagroda – dzielona równorzędnie z czterema innymi zespołami) i OKZMR w Olsztynie (Złoty Antałek – nagroda główna). W lutym 1972 roku muzycy nagrali w studiu Młodzieżowego Studia „Rytm” trzy utwory: Odpowiedź, Jeszcze jeden? i Najserdeczniejsze życzenia w dniu urodzin. Klawiszowiec opuścił zespół w drugiej połowie roku 1972.
W późniejszych latach uczestniczył w koncertach wspomnieniowych, takich jak: „Old Rock Meeting” w Sopocie (11–12 lipca 1986) z Breakoutem, czy „Warszawski rock and roll lat 60. Z brzytwą na poziomki”, który odbył się 24 maja 1996 roku w klubie Stodoła (został on w skrócie udokumentowany na płycie pt. Warszawski Rock & Roll. Live in Concert) i w kolejnym, który miał miejsce w 1997 roku w Centrum Łowicka z zespołami: Dzikusy, Pięciu i System. Był także członkiem zespołu Old Breakout.
Od 1984 roku prowadzi Studio Piosenki w Staromiejskim Domu Kultury w Warszawie. Od 1997 roku mieszka na warszawskim Ursynowie (osiedle Kabaty).